# Championnat d'Europe masculin de basket-ball des moins de 18 ans
Cet article traite de l'épreuve masculine. Pour la compétition féminine, voir Championnat d'Europe féminin de basket-ball des moins de 18 ans.
Le Championnat d'Europe de basket-ball des moins de 18 ans est une compétition masculine de basket-ball qui oppose les meilleures sélections nationales d'Europe des joueurs de 18 ans et moins. Elle était organisée par la FIBA Europe tous les deux ans depuis 1964. Depuis 2004, la compétition a lieu tous les ans. Elle est également un tournoi qualificatif pour la coupe du monde masculine de basket-ball des moins de 19 ans, pour la région Europe.
Le championnat est divisé en 3 divisions suivant le niveau de la sélection nationale. Le titre de champion d'Europe se joue donc entre les 16 sélections de la Division A. Pendant ce temps (à la même période) se déroule le championnat de Division B, regroupant 12 sélections nationales. Depuis l'édition de 2012, les trois dernières équipes de la Division A sont reléguées en Division B, tandis que les trois premières de la seconde division sont promues en première division. À l'échelon inférieur, la première équipe équipe de la Division C est promue en Division B et la dernière de la Division B est reléguée en Division C.
Les éditions 2020 et 2021 sont annulées par la FIBA Europe en raison de la pandémie de coronavirus.
Le champion actuel est l'Allemagne.

## Division A

### Palmarès
| Année | Lieu                               | Finale                                                 | Finale                                                 | Finale                                                 | Petite finale                                          | Petite finale                                          | Petite finale                                          | MVP                                                    |
| Année | Lieu                               | Champion                                               | Score                                                  | Deuxième                                               | Troisième                                              | Score                                                  | Quatrième                                              | MVP                                                    |
| ----- | ---------------------------------- | ------------------------------------------------------ | ------------------------------------------------------ | ------------------------------------------------------ | ------------------------------------------------------ | ------------------------------------------------------ | ------------------------------------------------------ | ------------------------------------------------------ |
| 1964  | Naples                             | URSS                                                   | 62-41                                                  | France                                                 | Italie                                                 | 73-72                                                  | Bulgarie                                               | non mis en place                                       |
| 1966  | Porto San Giorgio                  | URSS (2)                                               | 71-50                                                  | Yougoslavie                                            | Italie                                                 | 47-42                                                  | Tchécoslovaquie                                        | non mis en place                                       |
| 1968  | Vigo                               | URSS (3)                                               | 82-73                                                  | Yougoslavie                                            | Italie                                                 | 53-44                                                  | Turquie                                                | non mis en place                                       |
| 1970  | Athènes                            | URSS (4)                                               | 80-48                                                  | Grèce                                                  | Italie                                                 | 62-57                                                  | Yougoslavie                                            | non mis en place                                       |
| 1972  | Zadar                              | Yougoslavie                                            | 89-65                                                  | Italie                                                 | URSS                                                   | 73-60                                                  | Israël                                                 | non mis en place                                       |
| 1974  | Orléans                            | Yougoslavie (2)                                        | 80-79                                                  | Espagne                                                | Italie                                                 | 77-69                                                  | Suède                                                  | non mis en place                                       |
| 1976  | Saint-Jacques-de-Compostelle       | Yougoslavie (3)                                        | 92-83                                                  | URSS                                                   | Espagne                                                | 89-72                                                  | Bulgarie                                               | non mis en place                                       |
| 1978  | Roseto degli Abruzzi, Teramo       | URSS (5)                                               | 104-100                                                | Espagne                                                | Yougoslavie                                            | 95-72                                                  | Bulgarie                                               | non mis en place                                       |
| 1980  | Celje                              | URSS (6)                                               | 83-81                                                  | Yougoslavie                                            | Bulgarie                                               | 96-90                                                  | Espagne                                                | non mis en place                                       |
| 1982  | Dimitrovgrad, Haskovo              | URSS (7)                                               | 97-87                                                  | Yougoslavie                                            | Bulgarie                                               | 84-73                                                  | Italie                                                 | -                                                      |
| 1984  | Huskvarna, Katrineholm             | URSS (8)                                               | 75-74                                                  | Italie                                                 | Yougoslavie                                            | 92-89                                                  | Espagne                                                | non mis en place                                       |
| 1986  | Vöcklabruck, Gmunden               | Yougoslavie (4)                                        | 111-87                                                 | URSS                                                   | Italie                                                 | 83-53                                                  | Allemagne                                              | non mis en place                                       |
| 1988  | Titov Vrbas, Srbobran              | Yougoslavie (5)                                        | 84-75                                                  | Italie                                                 | Tchécoslovaquie                                        | 88-70                                                  | Grèce                                                  | non mis en place                                       |
| 1990  | Groningue, Emmen                   | Italie                                                 | 92-79                                                  | URSS                                                   | Espagne                                                | 105-73                                                 | Roumanie                                               | non mis en place                                       |
| 1992  | Budapest, Zalaegerszeg, Szolnok    | France                                                 | 94-83                                                  | Italie                                                 | CEI                                                    | 113-108                                                | Grèce                                                  | non mis en place                                       |
| 1994  | Tel Aviv                           | Lituanie                                               | 73-71                                                  | Croatie                                                | Espagne                                                | 87-76                                                  | Italie                                                 | non mis en place                                       |
| 1996  | Auch, Lourdes, Tarbes              | Croatie                                                | 64-51                                                  | France                                                 | Yougoslavie                                            | 77-61                                                  | Belgique                                               | non mis en place                                       |
| 1998  | Varna                              | Espagne                                                | 81-70                                                  | Croatie                                                | Grèce                                                  | 97-91                                                  | Lettonie                                               | Sani Bečirovič                                         |
| 2000  | Zadar                              | France (2)                                             | 65-64                                                  | Croatie                                                | Grèce                                                  | 71-65                                                  | Italie                                                 | Tony Parker                                            |
| 2002  | Ludwigsbourg, Esslingen, Böblingen | Croatie (2)                                            | 74-72                                                  | Slovénie                                               | Grèce                                                  | 82-67                                                  | Lituanie                                               | Erazem Lorbek                                          |
| 2004  | Saragosse                          | Espagne (2)                                            | 89-71                                                  | Turquie                                                | France                                                 | 74-68                                                  | Italie                                                 | Sergio Rodríguez                                       |
| 2005  | Belgrade                           | Serbie-et-Monténégro (6)                               | 78-61                                                  | Turquie                                                | Italie                                                 | 88-83                                                  | Espagne                                                | Dragan Labović                                         |
| 2006  | Amaliáda, Olympie, Argostóli       | France (3)                                             | 77-72                                                  | Lituanie                                               | Espagne                                                | 92-83                                                  | Turquie                                                | Nicolas Batum                                          |
| 2007  | Madrid                             | Serbie (7)                                             | 92-89                                                  | Grèce                                                  | Lettonie                                               | 74-72                                                  | Lituanie                                               | Kosta Koufos                                           |
| 2008  | Amaliáda, Pyrgos                   | Grèce                                                  | 57-50                                                  | Lituanie                                               | Croatie                                                | 73-68                                                  | France                                                 | Donatas Motiejūnas                                     |
| 2009  | Metz                               | Serbie (8)                                             | 78-72                                                  | France                                                 | Turquie                                                | 95-74                                                  | Lituanie                                               | Enes Kanter                                            |
| 2010  | Vilnius                            | Lituanie (2)                                           | 90-61                                                  | Russie                                                 | Lettonie                                               | 75-49                                                  | Serbie                                                 | Jonas Valančiūnas                                      |
| 2011  | Wroclaw                            | Espagne (3)                                            | 71-65                                                  | Serbie                                                 | Turquie                                                | 69-65                                                  | Italie                                                 | Álex Abrines                                           |
| 2012  | Vilnius Liepāja                    | Croatie (3)                                            | 88-76                                                  | Lituanie                                               | Serbie                                                 | 66-56                                                  | Russie                                                 | Dario Šarić                                            |
| 2013  | Liepāja, Riga, Ventspils           | Turquie                                                | 81-74                                                  | Croatie                                                | Espagne                                                | 57-56                                                  | Lettonie                                               | Kenan Sipahi                                           |
| 2014  | Konya                              | Turquie (2)                                            | 85-68                                                  | Serbie                                                 | Croatie                                                | 75-71                                                  | Grèce                                                  | Egemen Güven                                           |
| 2015  | Vólos                              | Grèce (2)                                              | 64-61                                                  | Turquie                                                | Lituanie                                               | 74-49                                                  | Bosnie-Herzégovine                                     | Vasílios Charalampópoulos                              |
| 2016  | Samsun                             | France (4)                                             | 75-68                                                  | Lituanie                                               | Italie                                                 | 74-68                                                  | Allemagne                                              | Frank Ntilikina                                        |
| 2017  | Bratislava                         | Serbie (9)                                             | 74-62                                                  | Espagne                                                | Lituanie                                               | 97-88                                                  | Turquie                                                | Nikola Mišković (en)                                   |
| 2018  | Liepāja, Ventspils, Riga           | Serbie (10)                                            | 99-90                                                  | Lettonie                                               | France                                                 | 79-70                                                  | Russie                                                 | Marko Pecarski (en)                                    |
| 2019  | Vólos                              | Espagne (4)                                            | 57-53                                                  | Turquie                                                | Slovénie                                               | 81-57                                                  | Grèce                                                  | Santiago Aldama                                        |
| 2020  | Konya                              | Tournoi annulé en raison de la pandémie de coronavirus | Tournoi annulé en raison de la pandémie de coronavirus | Tournoi annulé en raison de la pandémie de coronavirus | Tournoi annulé en raison de la pandémie de coronavirus | Tournoi annulé en raison de la pandémie de coronavirus | Tournoi annulé en raison de la pandémie de coronavirus | Tournoi annulé en raison de la pandémie de coronavirus |
| 2021  | Konya                              | Tournoi annulé en raison de la pandémie de coronavirus | Tournoi annulé en raison de la pandémie de coronavirus | Tournoi annulé en raison de la pandémie de coronavirus | Tournoi annulé en raison de la pandémie de coronavirus | Tournoi annulé en raison de la pandémie de coronavirus | Tournoi annulé en raison de la pandémie de coronavirus | Tournoi annulé en raison de la pandémie de coronavirus |
| 2022  | Izmir                              | Espagne (5)                                            | 68-61                                                  | Turquie                                                | Serbie                                                 | 70-67                                                  | Slovénie                                               | Izan Almansa (en)                                      |
| 2023  | Niš                                | Serbie (11)                                            | 81-71                                                  | Espagne                                                | Allemagne                                              | 67-59                                                  | France                                                 | Nikola Topić                                           |
| 2024  | Tampere                            | Allemagne                                              | 93-83                                                  | Serbie                                                 | Slovénie                                               | 84-70                                                  | Israël                                                 | Ben Saraf                                              |

### Médailles par pays
La FIBA distingue respectivement les résultats de République fédérale socialiste de Yougoslavie et de l’Union soviétique de ceux de la République fédérale de Yougoslavie puis Serbie-et-Monténégro et de la Russie.
Tableau actualisé après l'édition de 2024.
|          | Tableau masculin |    |        |        |       |
| Position | Pays             | Or | Argent | Bronze | Total |
| Position | Pays             |    |        |        | Total |
| 1        | Serbie*          | 11 | 7      | 5      | 23    |
| 2        | URSS             | 8  | 3      | 1      | 12    |
| 3        | Espagne          | 5  | 4      | 5      | 14    |
| 4        | France           | 4  | 2      | 3      | 9     |
| 5        | Croatie          | 3  | 4      | 2      | 9     |
| 6        | Turquie          | 2  | 5      | 2      | 9     |
| 7        | Lituanie         | 2  | 4      | 2      | 8     |
| 8        | Grèce            | 2  | 2      | 3      | 7     |
| 9        | Italie           | 1  | 4      | 8      | 13    |
| 10       | Allemagne        | 1  | 0      | 1      | 2     |
| 11       | Lettonie         | 0  | 1      | 2      | 3     |
| 11       | Slovénie         | 0  | 1      | 2      | 3     |
| 13       | Russie           | 0  | 1      | 0      | 1     |
| 14       | Bulgarie         | 0  | 0      | 2      | 2     |
| 15       | Tchécoslovaquie  | 0  | 0      | 1      | 1     |
| 15       | CEI              | 0  | 0      | 1      | 1     |

## Division B
La division B représente la division inférieure du championnat d'Europe de basket-ball des moins de 18 ans. La compétition est également organisée par FIBA Europe.

### Palmarès
| Année | Pays organisateur  |                                                        | Finale                                                 | Finale                                                 | Finale                                                 |                                                        | Troisième place                                        | Troisième place                                        | Troisième place                                        |
| Année | Pays organisateur  | Champion                                               | Score                                                  | Finaliste                                              | Troisième                                              | Score                                                  | Quatrième                                              |                                                        |                                                        |
| ----- | ------------------ | ------------------------------------------------------ | ------------------------------------------------------ | ------------------------------------------------------ | ------------------------------------------------------ | ------------------------------------------------------ | ------------------------------------------------------ | ------------------------------------------------------ | ------------------------------------------------------ |
| 2005  | Slovaquie          | Ukraine                                                | 82-56                                                  | Islande                                                | Hongrie                                                | 97-76                                                  | Finlande                                               |                                                        |                                                        |
| 2006  | Roumanie           | Roumanie                                               | 67-54                                                  | Estonie                                                | Portugal                                               | 76-74                                                  | Angleterre                                             |                                                        |                                                        |
| 2007  | Bulgarie           | Belgique                                               | 86-58                                                  | Ukraine                                                | Pologne                                                | 80-68                                                  | Monténégro                                             |                                                        |                                                        |
| 2008  | Hongrie            | Slovénie                                               | 68-60                                                  | République tchèque                                     | Pologne                                                | 70-60                                                  | Slovaquie                                              |                                                        |                                                        |
| 2009  | Bosnie-Herzégovine | Suède                                                  | 87-71                                                  | Pologne                                                | Monténégro                                             | 73-71                                                  | Angleterre                                             |                                                        |                                                        |
| 2010  | Israël             | République tchèque                                     | 78-46                                                  | Finlande                                               | Monténégro                                             | 75-60                                                  | Israël                                                 |                                                        |                                                        |
| 2011  | Bulgarie           | Bulgarie                                               | 70-68                                                  | Danemark                                               | Suède                                                  | 71-65                                                  | Monténégro                                             |                                                        |                                                        |
| 2012  | Bosnie-Herzégovine | Bosnie-Herzégovine                                     | 76-64                                                  | République tchèque                                     | Angleterre                                             | 73-59                                                  | Finlande                                               |                                                        |                                                        |
| 2013  | Macédoine          | Monténégro                                             | 64-63                                                  | Pologne                                                | Belgique                                               | 70-45                                                  | Macédoine                                              |                                                        |                                                        |
| 2014  | Bulgarie           | Allemagne                                              | 64-40                                                  | Ukraine                                                | Finlande                                               | 70-50                                                  | Suède                                                  |                                                        |                                                        |
| 2015  | Autriche           | Suède (2)                                              | 73-72                                                  | Israël                                                 | Slovénie                                               | 78-60                                                  | Pologne                                                |                                                        |                                                        |
| 2016  | Macédoine          | Monténégro (2)                                         | 83-72                                                  | Ukraine                                                | Slovaquie                                              | 63-62                                                  | Hongrie                                                |                                                        |                                                        |
| 2017  | Estonie            | Croatie                                                | 90-84                                                  | Grande-Bretagne                                        | Estonie                                                | 90-71                                                  | Israël                                                 |                                                        |                                                        |
| 2018  | Macédoine          | Pays-Bas                                               | 86-57                                                  | Slovénie                                               | Belgique                                               | 73-67                                                  | Estonie                                                |                                                        |                                                        |
| 2019  | Roumanie           | Israël                                                 | 81-79                                                  | Pologne                                                | République tchèque                                     | 89-80                                                  | Macédoine                                              |                                                        |                                                        |
| 2020  | Roumanie           | Tournoi annulé en raison de la pandémie de coronavirus | Tournoi annulé en raison de la pandémie de coronavirus | Tournoi annulé en raison de la pandémie de coronavirus | Tournoi annulé en raison de la pandémie de coronavirus | Tournoi annulé en raison de la pandémie de coronavirus | Tournoi annulé en raison de la pandémie de coronavirus | Tournoi annulé en raison de la pandémie de coronavirus | Tournoi annulé en raison de la pandémie de coronavirus |
| 2021  | Roumanie           | Tournoi annulé en raison de la pandémie de coronavirus | Tournoi annulé en raison de la pandémie de coronavirus | Tournoi annulé en raison de la pandémie de coronavirus | Tournoi annulé en raison de la pandémie de coronavirus | Tournoi annulé en raison de la pandémie de coronavirus | Tournoi annulé en raison de la pandémie de coronavirus | Tournoi annulé en raison de la pandémie de coronavirus | Tournoi annulé en raison de la pandémie de coronavirus |
| 2022  | Roumanie           |                                                        | Suède (3)                                              | 79-66                                                  | Danemark                                               |                                                        | Finlande                                               | 72-66                                                  | Islande                                                |
| 2023  | Portugal           |                                                        | Lettonie                                               | 75-69                                                  | Belgique                                               |                                                        | Monténégro                                             | 85-80                                                  | Autriche                                               |
| 2024  | Macédoine          |                                                        |                                                        |                                                        |                                                        |                                                        |                                                        |                                                        |                                                        |

- Depuis 2012, les trois premières places de la Division B sont promues pour le championnat suivant de la Division A.

### Médailles par pays
Tableau actualisé après l'édition de 2023.
|          | Tableau masculin   |    |        |        |       |
| Position | Pays               | Or | Argent | Bronze | Total |
| Position | Pays               |    |        |        | Total |
| 1        | Suède              | 3  | 0      | 1      | 4     |
| 2        | Monténégro         | 2  | 0      | 3      | 5     |
| 3        | Ukraine            | 1  | 3      | 0      | 4     |
| 4        | République tchèque | 1  | 2      | 1      | 4     |
| 5        | Belgique           | 1  | 1      | 2      | 4     |
| 6        | Slovénie           | 1  | 1      | 1      | 3     |
| 7        | Israël             | 1  | 1      | 0      | 2     |
| 8        | Allemagne          | 1  | 0      | 0      | 1     |
| 8        | Bosnie-Herzégovine | 1  | 0      | 0      | 1     |
| 8        | Bulgarie           | 1  | 0      | 0      | 1     |
| 8        | Croatie            | 1  | 0      | 0      | 1     |
| 8        | Lettonie           | 1  | 0      | 0      | 1     |
| 8        | Pays-Bas           | 1  | 0      | 0      | 1     |
| 8        | Roumanie           | 1  | 0      | 0      | 1     |
| 15       | Pologne            | 0  | 3      | 2      | 5     |
| 16       | Danemark           | 0  | 2      | 0      | 2     |
| 17       | Finlande           | 0  | 1      | 2      | 3     |
| 18       | Angleterre         | 0  | 1      | 1      | 2     |
| 18       | Estonie            | 0  | 1      | 1      | 2     |
| 20       | Islande            | 0  | 1      | 0      | 1     |
| 21       | Hongrie            | 0  | 0      | 1      | 1     |
| 21       | Portugal           | 0  | 0      | 1      | 1     |
| 21       | Slovaquie          | 0  | 0      | 1      | 1     |

## Division C
La division C représente la dernière division du championnat d'Europe de basket-ball des moins de 18 ans. La compétition est également organisée par FIBA Europe.

### Palmarès
| Année | Pays organisateur |                                                        | Finale                                                 | Finale                                                 | Finale                                                 |                                                        | Troisième place                                        | Troisième place                                        | Troisième place                                        |
| Année | Pays organisateur | Champion                                               | Score                                                  | Finaliste                                              | Troisième                                              | Score                                                  | Quatrième                                              |                                                        |                                                        |
| ----- | ----------------- | ------------------------------------------------------ | ------------------------------------------------------ | ------------------------------------------------------ | ------------------------------------------------------ | ------------------------------------------------------ | ------------------------------------------------------ | ------------------------------------------------------ | ------------------------------------------------------ |
| 1997  | Andorre           | Moldavie                                               | 85-78                                                  | Andorre                                                | Chypre                                                 | 114-81                                                 | Saint-Marin                                            |                                                        |                                                        |
| 1999  | Luxembourg        | Islande                                                | 93-65                                                  | Irlande                                                | Luxembourg                                             | 93-90                                                  | Andorre                                                |                                                        |                                                        |
| 2001  | Malte             | Chypre                                                 | 76-74                                                  | Écosse                                                 | Luxembourg                                             | 74-69                                                  | Albanie                                                |                                                        |                                                        |
| 2003  | Malte             | Albanie                                                |                                                        | Écosse                                                 | Andorre                                                |                                                        | Malte                                                  |                                                        |                                                        |
| 2005  | Malte             | Andorre                                                | 97-85                                                  | Écosse                                                 | Luxembourg                                             | 81-39                                                  | Pays de Galles                                         |                                                        |                                                        |
| 2007  | Pays de Galles    | Écosse                                                 |                                                        | Pays de Galles                                         | Moldavie                                               |                                                        | Andorre                                                |                                                        |                                                        |
| 2009  | Malte             | Malte                                                  | 75-38                                                  | Gibraltar                                              | Andorre                                                | 76-71                                                  | Moldavie                                               |                                                        |                                                        |
| 2011  | Saint-Marin       | Pays de Galles                                         |                                                        | Saint-Marin                                            | Moldavie                                               |                                                        | Andorre                                                |                                                        |                                                        |
| 2013  | Andorre           | Saint-Marin                                            | 103-100                                                | Moldavie                                               | Andorre                                                | 70-50                                                  | Monaco                                                 |                                                        |                                                        |
| 2014  | Andorre           | Monaco                                                 | 66-38                                                  | Gibraltar                                              | Andorre                                                | 51-46                                                  | Saint-Marin                                            |                                                        |                                                        |
| 2015  | Gibraltar         | Andorre (2)                                            | 80-66                                                  | Azerbaïdjan                                            | Pays de Galles                                         | 82-64                                                  | Malte                                                  |                                                        |                                                        |
| 2016  | Saint-Marin       | Azerbaïdjan                                            | 74-57                                                  | Andorre                                                | Kosovo                                                 | 100-57                                                 | Saint-Marin                                            |                                                        |                                                        |
| 2017  | Chypre            | Norvège                                                | 84-53                                                  | Chypre                                                 | Malte                                                  | 68-61                                                  | Moldavie                                               |                                                        |                                                        |
| 2018  | Kosovo            | Kosovo                                                 | 73-64                                                  | Chypre                                                 | Irlande                                                | 93-91                                                  | Monaco                                                 |                                                        |                                                        |
| 2019  | Andorre           | Chypre (2)                                             | 67-59                                                  | Monaco                                                 | Albanie                                                | 66-58                                                  | Saint-Marin                                            |                                                        |                                                        |
| 2020  | Saint-Marin       | Tournoi annulé en raison de la pandémie de coronavirus | Tournoi annulé en raison de la pandémie de coronavirus | Tournoi annulé en raison de la pandémie de coronavirus | Tournoi annulé en raison de la pandémie de coronavirus | Tournoi annulé en raison de la pandémie de coronavirus | Tournoi annulé en raison de la pandémie de coronavirus | Tournoi annulé en raison de la pandémie de coronavirus | Tournoi annulé en raison de la pandémie de coronavirus |
| 2021  | Saint-Marin       | Tournoi annulé en raison de la pandémie de coronavirus | Tournoi annulé en raison de la pandémie de coronavirus | Tournoi annulé en raison de la pandémie de coronavirus | Tournoi annulé en raison de la pandémie de coronavirus | Tournoi annulé en raison de la pandémie de coronavirus | Tournoi annulé en raison de la pandémie de coronavirus | Tournoi annulé en raison de la pandémie de coronavirus | Tournoi annulé en raison de la pandémie de coronavirus |
| 2022  | Saint-Marin       |                                                        | Albanie (2)                                            | 93-78                                                  | Monaco                                                 |                                                        | Azerbaïdjan                                            | 78-73                                                  | Luxembourg                                             |
| 2023  | Azerbaïdjan       |                                                        | Chypre (3)                                             | 68-48                                                  | Monaco                                                 |                                                        | Moldavie                                               | 76-68                                                  | Luxembourg                                             |
| 2024  |                   |                                                        |                                                        |                                                        |                                                        |                                                        |                                                        |                                                        |                                                        |

### Médailles par pays
Tableau actualisé après l'édition de 2023.
|          | Tableau masculin |    |        |        |       |
| Position | Pays             | Or | Argent | Bronze | Total |
| Position | Pays             |    |        |        | Total |
| 1        | Chypre           | 3  | 2      | 1      | 6     |
| 2        | Andorre          | 2  | 2      | 4      | 8     |
| 3        | Albanie          | 2  | 0      | 1      | 4     |
| 4        | Monaco           | 1  | 3      | 0      | 4     |
| 4        | Écosse           | 1  | 3      | 0      | 4     |
| 6        | Moldavie         | 1  | 1      | 3      | 5     |
| 7        | Azerbaïdjan      | 1  | 1      | 1      | 3     |
| 7        | Pays de Galles   | 1  | 1      | 1      | 3     |
| 9        | Saint-Marin      | 1  | 1      | 0      | 2     |
| 10       | Kosovo           | 1  | 0      | 1      | 2     |
| 10       | Malte            | 1  | 0      | 1      | 2     |
| 12       | Islande          | 1  | 0      | 0      | 1     |
| 12       | Norvège          | 1  | 0      | 0      | 1     |
| 14       | Gibraltar        | 0  | 2      | 0      | 2     |
| 15       | Irlande          | 0  | 1      | 1      | 2     |
| 16       | Luxembourg       | 0  | 0      | 3      | 3     |